# Gérard Brach
Gérard Brach (Montrouge, 23 de julho de 1927 – Paris, 9 de setembro de 2006) foi um argumentista e realizador francês.

## Filmografia
- 1962: La Rivière de diamants
- 1965 : Repulsion (filme)
- 1966 : Cul-de-sac
- 1967 : Le Bal des vampires
- 1967 : Le Vieil Homme et l'enfant
- 1970 : La Maison
- 1971 : Le Bateau sur l'herbe
- 1972 : Quoi ?
- 1976 : Le Locataire
- 1978 : Rêve de singe
- 1979 : Tess (filme)
- 1980 : Chiedo Asilo
- 1981 : La Guerre du feu
- 1982 : Identification d'une femme
- 1983 : La Femme de mon pote
- 1984 : Maria's lovers
- 1985 : Les Enragés
- 1985 : Les Favoris de la lune
- 1986 : Pirates (filme)
- 1986 : Jean de Florette
- 1986 : Manon des sources
- 1986 : Le Nom de la rose
- 1987 : Fuegos
- 1987 : Le Bayou -Shy People-
- 1988 : Frantic
- 1988 : L'Ours
- 1992 : L'Amant
- 1992 : Lunes de fiel
- 1996 : Anna oz